# Nitrianske Pravno

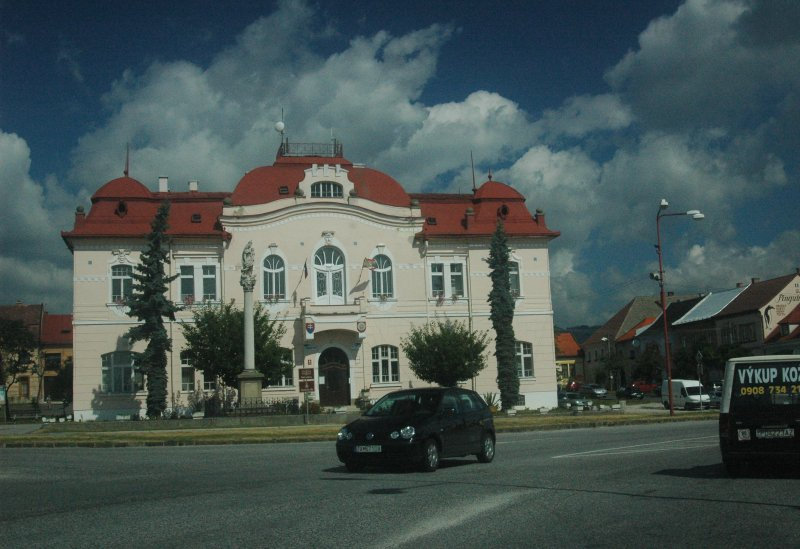
Nitrianske Pravno

Nitrianske Pravno (Hongaars: Németpróna, Duits: Deutsch Proben) is een Slowaakse gemeente in de regio Trenčín, en maakt deel uit van het district Prievidza.
Nitrianske Pravno telt 3.274 inwoners.